# Новак, Оскар
Оскар Йоханн Новак (нем. Oskar Nowak; 25 марта 1913, Вена — 29 июня 1989, Вена) — австрийский и немецкий хоккеист с шайбой и на траве, нападающий. Участник зимних Олимпийских игр 1936 и 1948 годов, участник летних Олимпийских игр 1948 года, бронзовый призёр чемпионата мира 1947 года, двукратный бронзовый призёр чемпионата Европы 1939 и 1947 годов.

## Биография
Оскар Новак родился 25 марта 1913 года в австро-венгерском городе Вена (сейчас в Австрии).

### Хоккей с шайбой
Играл в хоккей с шайбой за венские «Веринг» (1931—1932), «Энгельман» (1932—1936, 1938—1939, с 1946), «Винер ЕВ» (1936—1938), «Винер ЭГ» (1939—1941), берлинский «Рот-Вайсс» (1941—1944). В 1939 году в составе «Энгельмана» стал чемпионом Германии, в состав которой входила Австрия после аншлюса.
В 1936 году вошёл в состав сборной Австрии по хоккею с шайбой на зимних Олимпийских играх в Гармиш-Партенкирхене, поделившей 7-8-е места. Играл на позиции нападающего, провёл 6 матчей, забросил 3 шайбы (две в ворота сборной Канады, одну — Польше). В некоторых источниках указано, что дубль в матче с канадцами сделал Франц Чёнгеи.
В 1948 году вошёл в состав сборной Австрии по хоккею с шайбой на зимних Олимпийских играх в Санкт-Морице, занявшей 8-е место. Играл на позиции нападающего, провёл 6 матчей, забросил 3 шайбы (по одной в ворота сборных Швеции, Италии и США).
Участвовал в четырёх чемпионатах мира. В 1935 году в Давосе, в 1938 году в Праге и в 1947 году в Праге в составе сборной Австрии, в 1939 году в Цюрихе и Базеле — в составе сборной Германии. В 1939 году стал бронзовым призёром чемпионата Европы, в 1947 году стал бронзовым призёром чемпионата мира и чемпионата Европы, поделив 4-е место в списке снайперов турнира с 14 шайбами.

### Хоккей на траве
В 1948 году вошёл в состав сборной Австрии по хоккею на траве на летних Олимпийских играх в Лондоне, поделившей 7-9-е места. Играл на позиции нападающего, провёл 3 матча, забил 1 мяч в ворота сборной Аргентины.
Умер 29 июня 1989 года в Вене.